# Gåsörarna, Korpo
Gåsörarna är öar i Finland. De ligger i Skärgårdshavet och i kommunen Pargas i landskapet Egentliga Finland, i den sydvästra delen av landet. Öarna ligger omkring 47 kilometer sydväst om Åbo och omkring 190 kilometer väster om Helsingfors.
Arean för den av öarna koordinaterna pekar på är 0,8 hektar och dess största längd är 130 meter i nord-sydlig riktning. I omgivningarna runt Gåsörarna växer i huvudsak barrskog. Runt Gåsörarna är det mycket glesbefolkat, med 7 invånare per kvadratkilometer. Närmaste större samhälle är Korpo, 6,6 km söder om Gåsörarna.